# Gavillero de Santa Ana
Gavillero de Santa Ana är en ort i kommunen Soyaniquilpan de Juárez i delstaten Mexiko i Mexiko. Samhället hade 159 invånare vid folkräkningen 2020.